# Jully-sur-Sarce
Jully-sur-Sarce település Franciaországban, Aube megyében. Lakosainak száma 221 fő (2022. január 1.). Jully-sur-Sarce Bar-sur-Seine, Bourguignons, Chappes, Fouchères, Lantages, Rumilly-lès-Vaudes, Villemorien, Villiers-sous-Praslin, Virey-sous-Bar és Vougrey községekkel határos.

## Népesség
A település népessége az elmúlt években az alábbi módon változott:
| Lakosok száma | 276  | 248  | 252  | 293  | 263  | 259  | 238  | 221  | 214  | 221  |
|               | 1968 | 1982 | 1990 | 2006 | 2013 | 2015 | 2017 | 2019 | 2020 | 2022 |